# Fossé (Loir-et-Cher)
Fossé é uma comuna francesa na região administrativa do Centro, no departamento de Loir-et-Cher. Estende-se por uma área de 10,2 km². Em 2010 a comuna tinha 1 330 habitantes (densidade: 130,4 hab./km²).